# (8062) Okhotsymskij
(8062) Okhotsymskij est un astéroïde de la ceinture principale.

## Description
(8062) Okhotsymskij est un astéroïde de la ceinture principale. Il fut découvert le 13 mars 1977 à Naoutchnyï par Nikolaï Tchernykh. Il présente une orbite caractérisée par un demi-grand axe de 2,39 UA, une excentricité de 0,10 et une inclinaison de 12,5° par rapport à l'écliptique.

## Compléments